# Nisa Goiburu
Nisa Goiburu Mendizabal (Ordizia, Guipúzcoa 1946) es una artista plástica española que mezcla diferentes técnicas en su obra tales como la pintura, la escultura, la poesía, la danza y la performance.

## Trayectoria
Goiburu se formó en dibujo, pintura clásica y pintura contemporánea tanto en España como en París. Su obra se caracteriza por usar y mezclar pintura, escultura, poesía, danza y performance. Incluye como temas principales la mujer, la naturaleza y la esencia del Ser, trabajando siempre sobre una base antropológica. Goiburu es además ilustradora y ha diseñado portadas para libros, logos, carteles, escenarios e instalaciones.
Ha expuesto en España en ciudades como San Sebastián, Ibiza, Mallorca, Sevilla, Pamplona, Bilbao, Barcelona y Madrid. También ha tenido presencia internacional, exponiendo en Nueva York, París, Toronto y Yokohama. El Museo de San Telmo de San Sebastián, organizó en 1970, la exposición Pintoras de Guipúzcoa 70, en la que Goiburu participó junto con otras mujeres artistas. En 2012 y 2014, formó parte del comité organizador del Simposio sobre escultura e intervención artística, Eskulturastea, que se realizó en Tolosa con el objetivo de acercar e integrar el arte al público de la localidad. Participó en 2016 como poeta en la antología Bajo la estrella, el viento, con otras 33 mujeres españolas y latinoamericanas, en el que se tratan temas de género e igualdad en la sociedad, siendo además, autora de la portada del libro. En septiembre de 2017, participó en el I Encuentro Internacional de Arte de América Latina y España, celebrado en el Ateneo de Madrid.
Durante su trayectoria, Goiburu se ha relacionado artísticamente con maestros como los escultores Jorge Oteiza y José Ramón Anda, el escritor Bernardo Atxaga o los pintores Néstor Basterretxea y Vicente Ameztoy.
Polifacética artista cuya estética expresiva emana del constante movimiento observado siempre desde la sensible mirada de nuestro propio interior que interactúa con los diversos entornos o contextos.

## Reconocimientos
En 2017, Goiburu fue una de los ocho artistas seleccionados para representar a España dentro de las actividades organizadas en Lisboa, como Capital Iberoamericana de la Cultura, junto con José Manuel Abalos, María Alonso Páez, Jokin Arman, Julia Calvo, Trinidad Miquelarena, Txon Pomes y Xabier Soubelet. Ese mismo año también formó parte de la publicación Gipuzkoa Naturaldia: 25 temas de rabiosa actualidad, que realizó el Departamento de Medio Ambiente y Obras Hidráulicas de la Diputación Foral de Guipúzcoa y que reúne artículos sobre el medio ambiente escritos por expertos de diferentes áreas.